# Заручевье (Великолукский район)
Заручевье — деревня в Великолукском районе Псковской области России. Входит в состав сельского поселения «Пореченская волость».
Расположена в центре волости, у северо-восточного побережья озера Чистое, в 53 км к югу от райцентра Великие Луки и в 18 км к юго-востоку от волостного центра Поречье.

## Население
Численность населения деревни по состоянию на 2000 год составляла 14 жителей, на 2010 год — 11 жителей.

## История
До 2005 года деревня входила в состав ныне упразднённой Урицкой волости.